# Loch Garten Osprey Centre

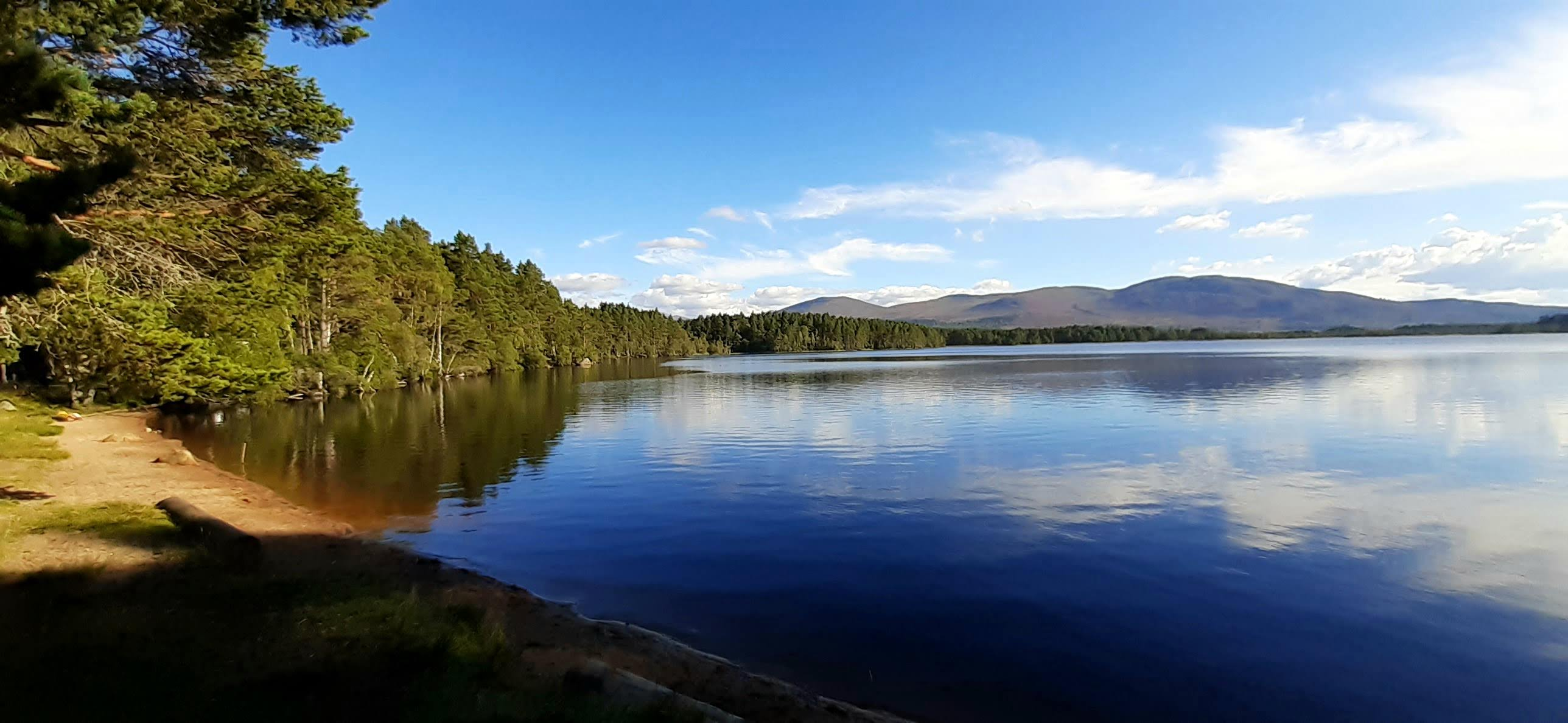
Loch Garten

Das Loch Garten Osprey Centre ist ein Naturschutzgebiet in der Nähe von Boat of Garten im Abernethy Forest, Badenoch and Strathspey, in den schottischen Highlands. Das Naturschutzgebiet wurde erstmals 1975 mit einer Fläche von 617 ha von der Verwaltung der Royal Society for the Protection of Birds unter Schutz gestellt. 1994 umfasste das Gesamtgebiet, einschließlich des Abernethy Forest, eine Fläche von 12.150 ha.
Das Naturschutzgebiet ist bekannt für seinen Bestand an Fischadlern. Loch Garten zählte zu den ersten Orten, die in den 1950er Jahren von Fischadlern wieder besiedelt wurden. Zu den Besonderheiten des Naturschutzgebietes gehört auch ein Balzplatz von Auerhähnen. Das Naturschutzgebiet weist auch einen hohen Bestand an Waldkiefern auf, wie sie einstmals für die Wälder Schottlands charakteristisch waren. Zum Brutvogelbestand zählen neben Haubenmeisen auch der Schottische Kreuzschnabel, der erst seit 1998 als eigenständige Art anerkannt ist und mit geschätzten 300 Individuen zu den seltensten europäischen Brutvögeln zählt.